# قصر غيلان

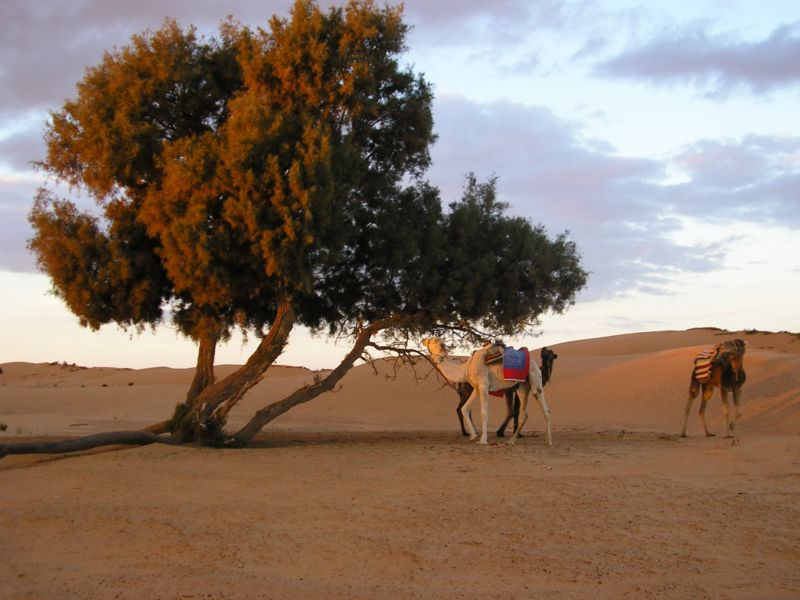

قصر غيلان هو واحة تقع في جنوب تونس في حافة منطقة العرق الشرقي الكبير، وهو أحد أبواب الصحراء الكبرى في تونس. يضم قلعة قديمة يرجع تاريخها إلى العصر الروماني.

## السياحة
يتم تغذية الواحة بواسطة ينبوع حار حيث يمكن السباحة بجانبه فضلا عن وجود منتجع صحي. يصعب الوصول إلى قصر غيلان و يربطه الآن طريق معبد عبر مدينة دوز (80 ميلا إلى الشمال) أو مطماطة، التي تتحمل المركبات أو السيارات الخاصة أو سيارات الأجرة.
الواحة هي مأوى لنحو 50 عائلة من البدو الرحل حيث تستغل النخيل وتربية الماعز والأغنام و السياحة أيضا التي هي ذات أهمية متزايدة. و يود العديد من الأنشطة السياحية و الرياضية: ركوب الدراجات الرباعية و الدراجات النارية و ركوب الخيل، أو الجمال.
يمكن للسياح التمتع بالمناظر الطبيعية من الرمال، في حين يمكن التمتع في الواحة و كسب الراحة من الإستحمام في الينابيع الحارة. يوجد ثلاثة مخيمات على شكل خيمة البربر وفندق فخم يحتوي على 60 خيمة مكيفة لقضاء الليل و الإستجمام.

## التاريخ

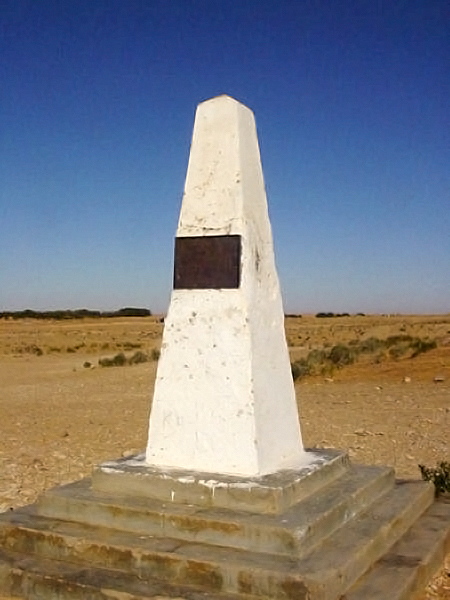
عمود تذكاري للجنرال لوكلير

كيلومتر واحد إلى الشرق يقف عمود تذكاري للجنرال لوكلير مما يعكس مرور جيشه في عام 1943 خلال معركة قصر غيلان. و هو يحمل النص التالي:
- هنا، من 23 فبراير إلى 10 مارس 1943،الجنرال لوكلير و القوة L جائوا من تشاد حيث قاتلنا بقوة و ٱنتصرنا و ألحقنا خسائر فادحة بقوات العدو.

## مقالات ذات صلة
- قصور الجنوب التونسي
- السياحة في تونس
- معركة قصر غيلان